# J.J. Newberry
J.J. Newberry's was een Amerikaanse winkelketen uit de 20e eeuw. Het werd in 1911 in Stroudsburg, Pennsylvania, Verenigde Staten, opgericht door John Josiah Newberry (1877-1954). J.J. Newberry leerde het vak van warenhuisspecialist door 17 jaar lang tussen 1894 en 1911 in verschillende winkels te werken. In 1918 telde de keten zeven winkels.

## Geschiedenis
John Josiah Newberry (26 september 1877 - 6 maart 1954) werd geboren in Sunbury, Pennsylvania. Newberry werkte eerst in de spoorwegsector voordat hij in 1894 bij de winkel Fowler, Dick and Walker ging werken. In 1899 ging hij bij S.H. Kress & Co. werken, waar hij tot 1911 bleef.
In 1911 richtte hij de winkelketen J.J. Newberry op in Stroudsburg, Pennsylvania. De eerste winkel was een succes en in 1912 opende hij een filiaal in Freeland, Pennsylvania. Na 1919 leidde hij het bedrijf samen met zijn broers Edgar A. Newberry en C.T. Newberry. Ten tijde van Newberry's dood (1954) telde de keten J.J. Newberry 475 winkels.
Het bedrijf was een familiebedrijf. In 1919 werd JJ Newberry in het management bijgestaan door zijn broers CT Newberry en Edgar A. Newberry. Op dat moment waren er 17 winkels met een jaarlijkse omzet van $ 500.000.

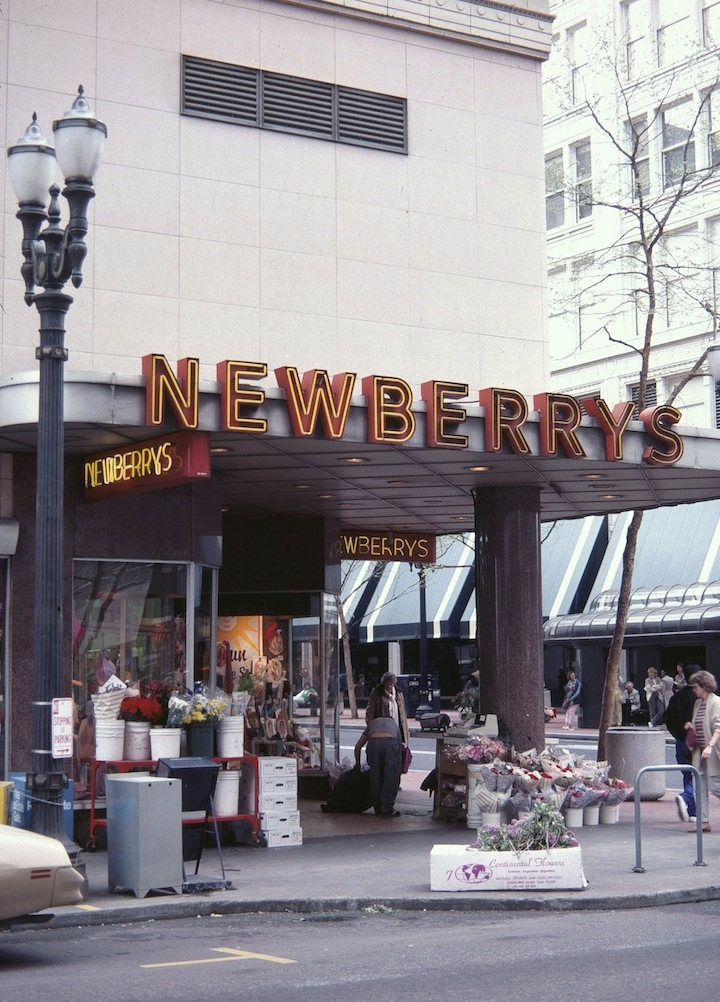
Een foto uit 1988 van een Newberry's-winkel in Portland, Oregon

In de loop der jaren nam de Newberry-keten andere winkels over, waaronder Hested in Wyoming, Missouri, Ohio, North Dakota, Colorado en Nebraska, en Lee Stores in South Dakota, Minnesota, Maine en Iowa. Toen oprichter J.J. Newberry overleed (1954), telde de keten 475 winkels. In 1961 exploiteerde het bedrijf 565 winkels met een totale jaarlijkse omzet van $ 291 miljoen. De keten exploiteerde ook een groter warenhuis: Britt's Department Store.
McCrory Stores kocht in 1972 de 439 vestigingen tellende J.J. Newberry Co. McCrory Stores bleef de winkel als aparte divisie exploiteren onder de naam Newberry. McCrory opende nog meer winkels onder de Newberry-naam, vooral in het noordoosten en Californië, waar de naam sterk aanwezig was. Het bedrijf floreerde gedurende de jaren tachtig, maar vroeg in 1992 faillissement aan. In 1997 sloot McCrory 300 winkels, waaronder veel in de Newberry-divisie. In 2000 waren de meeste Newberry- en McCrory-winkels overgegaan op het merk Dollar Zone, toen McCrory's probeerde zijn bedrijfsmodel radicaal te veranderen. De resterende Newberry-winkels sloten en het bedrijf werd samen met de hele McCrory's-keten in februari 2002 geliquideerd. 
De eerste J.J. Newberry-winkels hadden een herkenbaar logo, bestaande uit gouden of witte schreefloze letters op een rode achtergrond, die meestal de gehele breedte van de winkelgevel besloeg. Dit was vergelijkbaar met de vroege bewegwijzering van concurrenten Woolworth's, Neisner Brothers en S.S. Kresge. Latere winkels gebruikten een modern logo in cursieve stijl uit de jaren 60 en lieten de "J.J." helemaal achterwege.
Dichter Donald Hall schreef een gedicht, "Beans and Franks", over de sluiting van een JJ Newberry-winkel in Franklin, New Hampshire.
Britt's was een divisie van J.J. Newberry. De keten werd begin 1900 opgericht in het noordwesten van de Verenigde Staten en werd in december 1928 overgenomen door J.J. Newberry. Alle Britt's-winkels werden omgedoopt tot J.J. Newberry-filialen. Newberry bracht de naam Britt's begin jaren 1960 nieuw leven in als discountwinkeldivisie. Tijdens de campagne voor burgerrechten in Birmingham organiseerden activisten sit-ins bij de gescheiden lunchbalies in Britt's Department Stores, wat leidde tot de arrestatie van twintig demonstranten.